# NGC 6545
NGC 6545 је елиптична галаксија у сазвежђу Паун која се налази на NGC листи објеката дубоког неба.
Деклинација објекта је - 63° 46' 33" а ректасцензија 18h 12m 14,9s. Привидна величина (магнитуда) објекта NGC 6545 износи 13,2 а фотографска магнитуда 14,2. NGC 6545 је још познат и под ознакама ESO 103-6, PGC 61551.